# Belgioioso
Belgioioso is een gemeente in de Italiaanse provincie Pavia (regio Lombardije) en telt 5752 inwoners (31-12-2004). De oppervlakte bedraagt 24,3 km², de bevolkingsdichtheid is 223 inwoners per km².

## Demografie
Belgioioso telt ongeveer 2358 huishoudens. Het aantal inwoners steeg in de periode 1991-2001 met 3,3% volgens cijfers uit de tienjaarlijkse volkstellingen van ISTAT.
| Jaar | Inwoneraantal |
| ---- | ------------- |
| 1991 | 5188          |
| 2001 | 5357          |

## Geografie
Belgioioso grenst aan de volgende gemeenten: Albaredo Arnaboldi, Albuzzano, Corteolona, Filighera, Linarolo, San Cipriano Po, Spessa, Torre de' Negri.

## Geboren
- Balthasar de Beaujoyeulx (ca. 1535-ca. 1587), violist, componist en choreograaf
- Ludovico di Belgiojoso (1728-1801), graaf, gevolmachtigd minister in de Oostenrijkse Nederlanden